# آورا ان در زاله
آورا ان در زاله (به آلمانی: Aura an der Saale) یک شهر در آلمان است که در Bad Kissingen واقع شده‌است. آورا ان در زاله ۸۹۵ نفر جمعیت دارد.